# Вендіш-Еферн
Вендіш-Еферн (нім. Wendisch Evern) — громада в Німеччині, розташована в землі Нижня Саксонія. Входить до складу району Люнебург. Складова частина об'єднання громад Остгайде.
Площа — 14,9 км2. Населення становить 1801 ос. (станом на 31 грудня 2021).

## Історія
Однойменне селище відоме як місце підписання Акту про беззастережну капітуляцію німецьких військ на північному заході Німеччині, у Данії та Нідерландах наприкінці Другої світової війни (4 травня 1945 року) німецькою делегацією на чолі з генерал-адміралом Гансом-Георгом фон Фрідебургом у присутності британського фельдмаршала Бернарда Монтгомері.

## Галерея

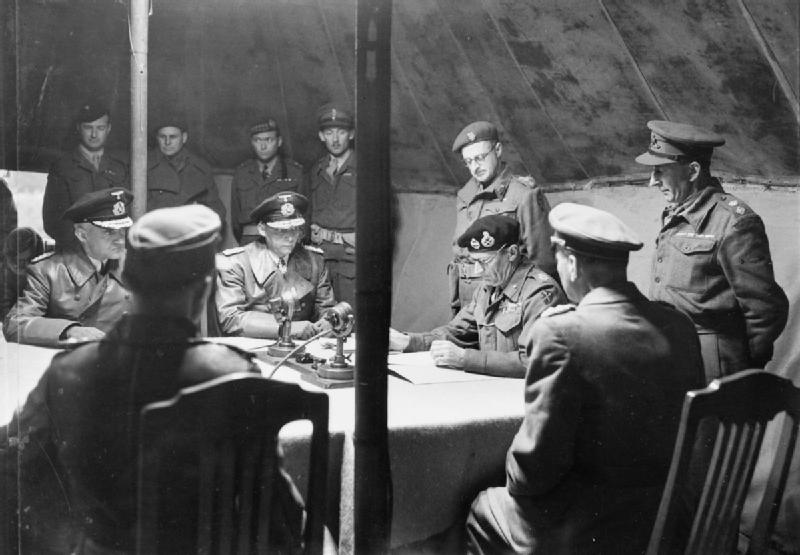
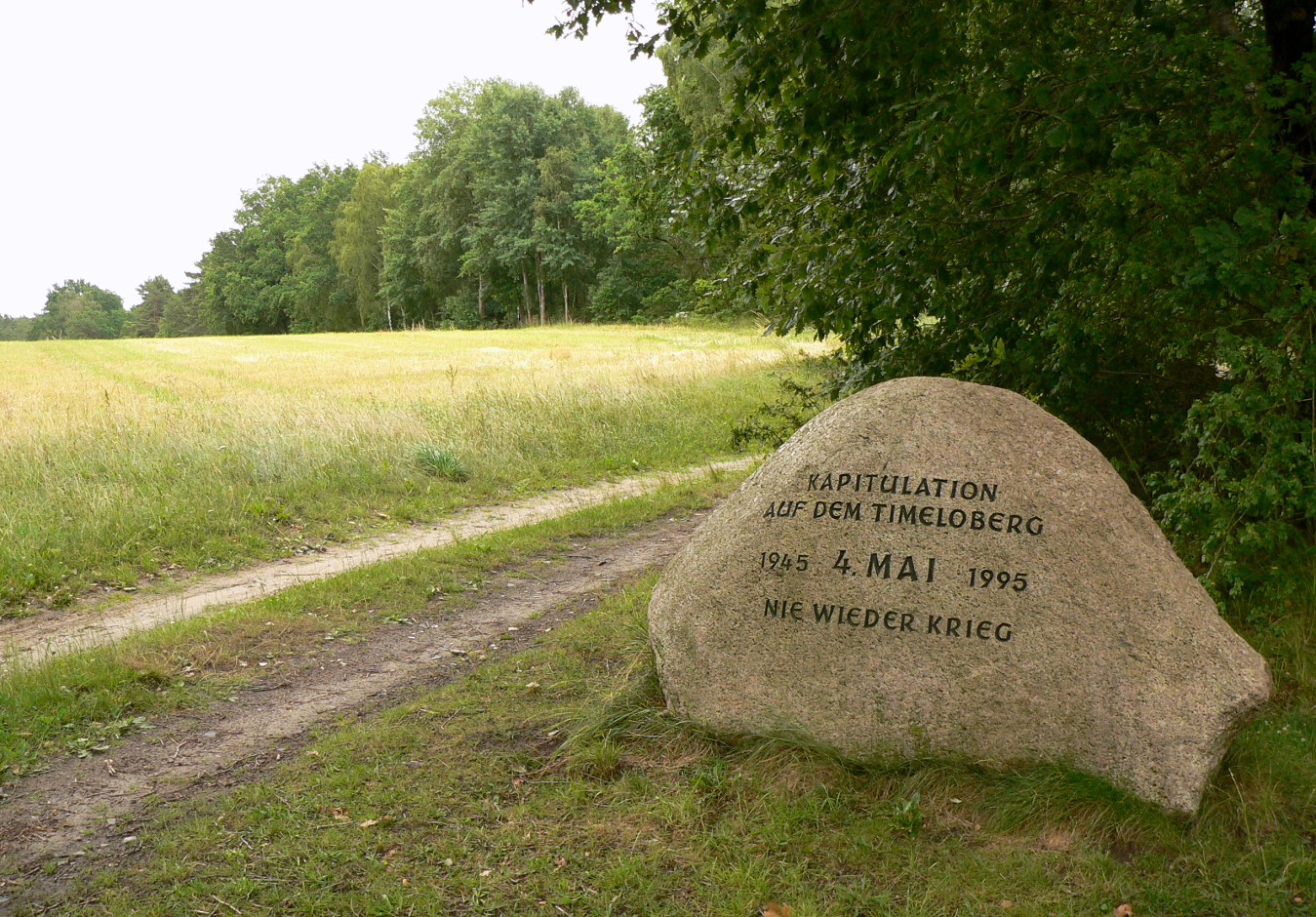